# سوني فيشر
سوني فيشر (بالإنجليزية: Sonny Fisher)‏ هو مغن مؤلف وموسيقي ومغني أمريكي، ولد في 13 نوفمبر 1931 في مقاطعة هينديرسون في الولايات المتحدة، وتوفي في 8 أكتوبر 2005 في هيوستن في الولايات المتحدة.

## وصلات خارجية
- سوني فيشر على موقع ميوزك برينز (الإنجليزية)
- سوني فيشر على موقع أول ميوزيك (الإنجليزية)
- سوني فيشر على موقع ديسكوغز (الإنجليزية)